# Скіулешть
Скіулешть, Скіулешті (рум. Schiulești) — село у повіті Прахова в Румунії. Входить до складу комуни Ізвоареле.
Село розташоване на відстані 94 км на північ від Бухареста, 38 км на північ від Плоєшті, 49 км на південний схід від Брашова.

## Населення
За даними перепису населення 2002 року у селі проживали 1257 осіб, усі — румуни. Усі жителі села рідною мовою назвали румунську.